# 3-тя армія (Третій Рейх)
3-тя а́рмія (нім. 3. Armee) — польова армія Німеччини, що діяла у складі Вермахту короткий час з 22 серпня по 3 жовтня 1939 за часів Другої світової війни.

## Історія
Вперше 3-тя армія Вермахту була розгорнута осінню 1938 на основі управління і військ 1-го корпусного округу з метою можливої протидії операції, що передбачалася, проти Чехословаччини з боку Польщі або СРСР. Після мирного закінчення кризи армія була розформована, а війська повернені у ведення 1-го корпусного округу.
Вдруге сформована 22 серпня 1939 як навчальна армія Вермахту на базі штабу 1-го корпусного округу (нім. Wehrkreis I). Велика частина з'єднань (за винятком 12-ї піхотної дивізії і танкової дивізії «Кемпф») були сформовані з військ цього округу. З 28 серпня того ж року вона іменувалася вже як 3-тя армія.
В період Польської кампанії армія входила до складу групи армій «Північ» (нім. Heeresgruppe Nord), знаходячись на території Східної Пруссії на кордоні з СРСР. На першому етапі польської кампанії сприяла 4-й армії в прориві через Польський коридор, самостійно завдала поразки польської армії «Модлін» в битві в Млави. На другому етапі армія здійснила оточення Варшави і Модліна з півночі і сходу. Після Польської кампанії дислокована на північній ділянці лінії розмежування німецької та радянською зон окупації Польщі. З'єднання армії наступали в південному і південно-східному напрямі, обходячи Варшаву зі сходу, а також на захід, зайняли Білосток, Брест і Данциг. Після закінчення Польської кампанії 3-тя армія дислокувалася на території Польщі і Східної Пруссії.
21 жовтня 1939 року управління армії було розформоване і пішло на формування управління 16-ї польової армії (нім. 16. Armee).

## Райони бойових дій
- Польща (22 серпня — 3 жовтня 1939).

## Командування

### Командувачі
- генерал артилерії Георг фон Кюхлер (нім. Georg von Küchler) (22 серпня — 3 жовтня 1939)

## Бойовий склад 3-ї армії
Формування забезпечення та підтримки
- 501-ша комендатура тилу (Korück 501);
- 501-ше армійське управління постачання (Armee-Nachschubführer 501);
- 501-й армійський батальйон зв'язку (Armee-Nachrichten-Abteilung 501).

- 1-й армійський корпус (I.AK);
- 21-й армійський корпус (XXI.AK);
- Група Бранда (Gr.Brand)
- Група генерала Водріга (Gen.Kom.Wodrig):
  - 1-ша піхотна дивізія (1. Infanterie-Division);
  - 12-та піхотна дивізія (12. Infanterie-Division).
- 217-та піхотна дивізія (217. Infanterie-Division);
- частини підтримки та забезпечення (Grenzschtz.Abschn.Kom.1, gem.Verband "Danzig", 1.Kav.Brig., Ka.Gru.Medem, Pz.Jg.Abt.511, Stab AR 521 (mot.), Art.Abt.536 (mot.), Pi.Reg.Stab z.b.V.541 (mot.), Pi.Btl.41 (mot.), Pi.Btl.505 (mot.), Br.Bau-Btl.521, Straßen-Bau-Btl.505, Straßen-Bau-Btl.510, Grenzschtz.Abschn.Kom.15).

- 1-й армійський корпус;
- 2-й армійський корпус (II.AK);
- Група генерала Водріга (Gen.Kom.Wodrig):
  - 1-ша піхотна дивізія;
  - 12-та піхотна дивізія;
  - 1-ша кавалерійська бригада;
- частини підтримки та забезпечення.

## Нагороджені армії
Нагороджені армії
|  | Кавалери Лицарського хреста Залізного хреста | 1генерал артилерії Георг фон Кюхлер |